# Muttng
muttng (ou mutt next generation) est un client de messagerie. C'est un fork du logiciel mutt, qui a pour but de rassembler en un seul logiciel les différents patchs pour mutt qui existent, et de corriger divers défauts.
C'est un logiciel libre distribué selon les termes de la licence GNU GPL.